# 有声歯・歯茎・後部歯茎側面接近音
有声歯茎側面接近音（ゆうせい しけい そくめん せっきんおん、英: Voiced alveolar lateral approximant）は、一部の音声言語で使用される子音の一種である。歯、歯茎、および後部歯茎側面接近音を表わす国際音声記号は ⟨l⟩、等価なX-SAMPA記号は l。
共鳴音のため、側面接近音はほぼ常に有声である。無声側面接近音 /l̥/ はシナ・チベット語族では一般的であるが、その他ではめったに見られない。こういった場合、有声化は典型的には子音のおよそ半分あたりから開始する。こういった音と無声歯茎側面摩擦音 [ɬ] が対立する言語は知られていない。
英語のほとんどの変種を含む数多くの言語において、音素 /l/ は特定のコンテクストで軟口蓋化音（暗いL, dark L）となる。対照的に、非軟口蓋化型は「明るいL（clear Lまたはlight L）」であり、特定の英語の標準語において母音の前と母音の間に生じる。一部の言語は明るいLしか持たない。その他の言語は明るいLを全く持たないか、前舌母音（特に [i]）の前でのみ持つかもしれない。
この音は多くの言語に存在する。
- 英語 - look [lʊk] （見る）
- 中国語 - 辣 là [la˥˩] （辛い）
- 朝鮮語 - パッチム「ㄹ」
- チベット語 - ལ 、無声音 ལྷ (lh)
- アラビア文字: ل
- ラテン文字: L
- ギリシア文字: Λ
- キリル文字: Л
- タイ語: ล ฬ
- デーヴァナーガリー: ल
- 日本語 - 「ん」の後にくるら行の子音でしばしば用いられる。

## 特徴
有声歯茎側面接近音の特徴:
- 調音方法は接近であり、これは調音の場所で声道を狭くすることによって生み出されるが、乱気流を発生させるには十分ではないことを意味する。
- [l] には4つの特異的変種が存在する:
  - 歯— 、これは上歯の位置で舌尖または舌端のいずれかを使って調音されることを意味する。
  - 歯歯茎— 、これは歯槽堤の位置で舌端を、上歯の後ろで舌尖を使って調音されることを意味する。
  - 歯茎— 、これは歯槽堤の位置で舌尖または舌端のいずれかを使って調音されることを意味する。
  - 後部歯茎— 、これは歯槽堤の後ろで舌尖または舌端のいずれかを使って調音されることを意味する。
- 発声は有声であり、これは調音の間に声帯が振動することを意味する。
- 口音であり、これは空気が口だけから抜けることができることを意味する。
- 側面音であり、これは舌の真ん中ではなく、舌の側面を越えて気流を導くことによって生み出されることを意味する。
- 気流機構は肺臓的であり、これは、ほとんどの音と同様に、肺と横隔膜だけで空気を押すことによって調音されることを意味する。

## 存在
言語によって、明るい舌尖または舌端歯茎音、舌端歯歯茎音（フランス語）、または真の歯音（これは稀）を有する。舌端歯歯茎音は大陸言語に存在する傾向がある。しかし、真の歯音は一般的に音素 /θ/ を有する言語において、/θ/ の前で異音的に生じる（例えば英語のhealth）。

### 歯または歯歯茎
| 言語           | 言語         | 単語       | IPA       | 意味           | 注記                                                             |
| -------------- | ------------ | ---------- | --------- | -------------- | ---------------------------------------------------------------- |
| アラビア語     | 湾岸         | لين/leen   | [l̪eːn]    | 'いつ'         | 舌端歯歯茎音。                                                   |
| ハンガリー語   | ハンガリー語 | elem       | [ˈɛl̪ɛm]   | '電池'         | 舌端歯歯茎音。                                                   |
| イタリア語     | イタリア語   | molto      | [ˈmol̪ːt̪o] | '大部分、多量' | 舌端歯歯茎音。/t, d, s, z, t͡s, d͡z/ の前での /l/ の異音。         |
| マケドニア語   | マケドニア語 | лево/levo  | [l̪e̞vo̞]    | '左'           | 舌端歯歯茎音。                                                   |
| マプチェ語     | マプチェ語   | ḻafkeṉ     | [l̪ɐ̝fkën̪]  | '海、湖'       | 歯間音。                                                         |
| ノルウェー語   | 都市東部     | anlegg     | [²ɑnːl̪ɛg] | '工場'         | /n, t, d/ の後での /l/ の異音。                                  |
| スペイン語     | スペイン語   | altar      | [äl̪ˈt̪äɾ]  | '祭壇'         | 舌端歯歯茎音。/t/, /d/ の前での/l/ の異音。                      |
| スウェーデン語 | 中央標準     | allt       | [äl̪t̪]     | '全て'         | 舌端歯歯茎音。                                                   |
| タミル語       | タミル語     | புலி/puli    | [pul̪i]    | '虎'           |                                                                  |
| ウズベク語     | ウズベク語   | [ 要実例 ] |           |                | 舌端歯歯茎音。円唇非前舌母音間と子音または連接音素間で軟口蓋化。 |
| ベトナム語     | ハノイ       | lửa        | [l̪ɨə˧˩˧]  | '火'           |                                                                  |

### 歯茎
| 言語                     | 言語                     | 単語               | IPA         | 意味           | 注記                                                                  |
| ------------------------ | ------------------------ | ------------------ | ----------- | -------------- | --------------------------------------------------------------------- |
| アラビア語               | 標準                     | لا/laa             | [laː]       | 'いいえ'       |                                                                       |
| アルメニア語             | 東                       | լուսին/lusin       | [lusin]     | '月'           |                                                                       |
| カタルーニャ語           | カタルーニャ語           | tela               | [ˈt̪ɛlə]     | '織物'         | 舌尖「前舌歯茎音」。軟口蓋化もするかもしれない。                      |
| オランダ語               | 標準                     | laten              | [ˈl̻aːt̻ə]    | 'させる'       | 舌端音。一部の標準フラマン語話者は全ての位置で明るい /l/ を使用する。 |
| オランダ語               | 一部の東部訛り           | mal                | [mɑl̻]       | '鋳型'         | 舌端音。全ての位置での /l/ の現実態。                                 |
| 英語                     | ニューヨーク             | let                | [lɛt]       | 'させる'       | 舌尖音と舌端音の間で変化する。後者が支配的。                          |
| 英語                     | アイルランド、ジョーディ | tell               | [tɛl]       | '伝える'       |                                                                       |
| エスペラント語           | エスペラント語           | luno               | [ˈluno]     | '月'           |                                                                       |
| フィリピン語             | フィリピン語             | luto               | [ˈluto]     | '料理する'     |                                                                       |
| ギリシア語               |                          | λέξη/léksi         | [ˈleksi]    | '言葉'         |                                                                       |
| イタリア語               | イタリア語               | letto              | [ˈlɛt̪ːo]    | 'ベッド'       | 舌尖音。                                                              |
| 日本語                   | 日本語                   | 六/ろく            | [lo̞kɯ̟ᵝ]     | '6'            | 舌尖音。より一般的には [ɾ]。                                          |
| カシューブ語             | カシューブ語             | [ 要実例 ]         |             |                |                                                                       |
| キルギス語               | キルギス語               | көпөлөк/köpölök    | [køpøˈløk]  | '蝶'           | 後舌母音コンテクストで軟口蓋化。                                      |
| 朝鮮語                   | 朝鮮語                   | 랑 / rang          | [lɐŋ]       | 'および'       | 頭子音でのみ見られる。                                                |
| ネパール語               | ネパール語               | लामो                 | [lämo]      | '長い'         |                                                                       |
| マプチェ語               | マプチェ語               | elun               | [ëˈlʊn]     | '与える'       |                                                                       |
| ペルシア語               | ペルシア語               | لاما/lama          | [lɒmɒ]      | 'ラマ'         |                                                                       |
| ポーランド語             | ポーランド語             | pole               | [ˈpɔlɛ]     | '畑'           | 少数の話者で /ɫ/ と対立。対立する時は、常に硬口蓋化した [lʲ] である。 |
| ルーマニア語             | ルーマニア語             | alună              | [äˈlun̪ə]    | 'ハシバミの実' | 舌尖音。                                                              |
| スコットランド・ゲール語 | スコットランド・ゲール語 | maoil              | [mɯːl]      | '岬'           | /ɫ̪/ および /ʎ/ と対立。                                               |
| スロバキア語             | スロバキア語             | mĺkvy              | [ˈml̩ːkʋi]   | '静かな'       | 音節形は長くても短くてもよい。                                        |
| スロベニア語             | スロベニア語             | letalo             | [lɛˈt̪àːlɔ]  | '飛行機'       |                                                                       |
| スペイン語               | スペイン語               | hablar             | [äˈβ̞läɾ]    | '話す'         |                                                                       |
| ウクライナ語             | ウクライナ語             | обличчя/oblichchya | [oˈblɪt͡ʃːɐ] | '顔'           | 硬口蓋化形と対立。                                                    |

### 後部歯茎
| 言語           | 言語           | 単語     | IPA           | 意味            | 注記                                              |
| -------------- | -------------- | -------- | ------------- | --------------- | ------------------------------------------------- |
| イグボ語       | 標準           | lì       | [l̠ì]          | '埋める'        |                                                   |
| イタリア語     | イタリア語     | il cervo | [il̠ʲ ˈt͡ʃɛrvo] | '（定冠詞+）鹿' | 硬口蓋化舌端音。/ʃ, t͡ʃ, d͡ʒ/ の前での /l/ の異音。 |
| マラヤーラム語 | マラヤーラム語 | പുലി       | [pul̠i]        | '虎'            |                                                   |
| トルコ語       | トルコ語       | lale     | [l̠ʲäːˈl̠ʲɛ]    | 'チューリップ'  | 硬口蓋化音。軟口蓋化歯側面音 [ɫ̪] と対立。         |
| サポテク語     | ティルキアパン | lan      | [l̠an]         | 'すす'          |                                                   |

### 不定
| 言語         | 言語                   | 単語      | IPA           | 意味       | 注記 |
| ------------ | ---------------------- | --------- | ------------- | ---------- | --- |
| フェロー語   | フェロー語             | linur     | [ˈliːnʊɹ]     | '柔らかい' | 語頭では歯音と歯茎音との間で不定だが、母音の直後に続く /l/ は、特に後舌母音の後では、後部歯茎音かもしれない。                          |
| フランス語   | フランス語             | il        | [il]          | '彼は'     | 舌端歯歯茎音と舌尖歯茎音との間で不定。後者が支配的。                                                                                   |
| ドイツ語     | 標準                   | Liebe     | [ˈliːbə]      | '愛する'   | 歯歯茎音、舌端歯茎音、舌尖歯茎音の間で不定。                                                                                           |
| ノルウェー語 | 都市東部               | liv       | [liːʋ]        | '生命'     | 舌端歯歯茎音から舌尖歯茎音へ変化する過程にある。しかし、舌端歯歯茎音がまだ同じ環境において可能であり、/n, t, d/ の後では義務的である。 |
| ポルトガル語 | ほとんどのブラジル方言 | lero-lero | [ˈlɛɾʊ ˈlɛɾʊ] | '言い逃れ' | 歯音から時には歯茎音。他方言では常に同時調音される。                                                                                   |

## 軟口蓋化した歯茎側面接近音
軟口蓋化した歯茎側面接近音（velarized alveolar lateral approximant）または暗いL（dark L）は、一部の言語で使用される子音の一種である。歯茎、歯歯茎、または歯側面接近音であり、軟口蓋化または咽頭化の二次的調音を伴う。この音を表わす国際音声記号は ⟨lˠ⟩（軟口蓋化側面音）および ⟨lˤ⟩（咽頭化側面音）であるが、軟口蓋化と咽頭化の両方を対象にする専用の文字 ⟨ɫ⟩ がおそらくより一般的である。最後の文字は ⟨ɬ⟩（無声歯茎側面摩擦音）と決して混同してはならない。しかしながら、一部の学者は軟口蓋化した歯茎側面接近音を表わすためにその記号を意地でも使用する（例えばBeal (2004)）。こういった用法は非標準的と見なされている。
この音が歯音または歯歯茎音とすると、それを示すために歯音補助記号を使用することができるだろう（⟨l̪ˠ⟩、⟨l̪ˤ⟩、⟨ɫ̪⟩）。
軟口蓋化と咽頭化は一般的に舌頂音のより歯的な調音と関連しているため、暗いLは歯音または歯歯茎音である傾向にある。明い（非軟口蓋化）Lはは歯茎部位へ後方化する傾向がある。
暗いLという用語は、特にスラブ語派では、硬いLと同義であることが多い。

### 特徴
暗いLの特徴:
- 調音方法は接近であり、これは調音の場所で声道を狭くすることによって生み出されるが、乱気流を発生させるには十分ではないことを意味する。
- [ɫ] には4つの特異的変種が存在する:
  - 歯— 、これは上歯の位置で舌尖または舌端のいずれかを使って調音されることを意味する。
  - 歯歯茎— 、これは歯槽堤の位置で舌端を、上歯の後ろで舌尖を使って調音されることを意味する。
  - 歯茎— 、これは歯槽堤の位置で舌尖または舌端のいずれかを使って調音されることを意味する。
  - 後部歯茎— 、これは歯槽堤の後ろで舌尖または舌端のいずれかを使って調音されることを意味する。
- 軟口蓋化または咽頭化の二次的調音を持つ。これは、舌の奥または舌根がそれぞれ軟口蓋または喉の奥に接近することを意味する。
- 発声は有声であり、これは調音の間に声帯が振動することを意味する。
- 口音であり、これは空気が口だけから抜けることができることを意味する。
- 側面音であり、これは舌の真ん中ではなく、舌の側面を越えて気流を導くことによって生み出されることを意味する。
- 気流機構は肺臓的であり、これは、ほとんどの音と同様に、肺と横隔膜だけで空気を押すことによって調音されることを意味する。

### 存在

#### 歯または歯歯茎
| 言語                     | 言語                     | 単語              | IPA         | 意味           | 注記 |
| ------------------------ | ------------------------ | ----------------- | ----------- | -------------- | --- |
| バシキール語             | バシキール語             | ҡала/qala         | [qɑˈɫɑ]     | '年'           | 軟口蓋化歯側面音。後舌母音コンテクストで生じる。 |
| ベラルーシ語             | ベラルーシ語             | Беларусь/belarus' | [bʲɛɫ̪äˈruɕ] | 'ベラルーシ'   | 舌端歯歯茎音。硬口蓋化形と対立。 |
| カタルーニャ語           | カタルーニャ語           | altres            | [ˈaɫ̪t̪ɾəs̺]   | 'その他'       | 舌端歯歯茎音。/t, d/ の前での /l/ の異音。 |
| 古典アルメニア語         | 古典アルメニア語         | ղեկ/ġek           | [ɫɛk]       | '舵'           | 現代アルメニア語では /ʁ/ となる。 |
| アイスランド語           | アイスランド語           | sigldi            | [s̺ɪɫ̪t̪ɪ]     | '帆走した'     | 舌端歯歯茎音。珍しい。 |
| カシューブ語             | 高齢の南東部話者         | [ 要実例 ]        |             |                | 舌端歯歯茎音。他の話者では [w] として実現される。                                                                                                   |
| リトアニア語             | リトアニア語             | labas             | [ˈɫ̪äːbɐs̪]   | '良い、やあ'   | 舌端歯歯茎音。硬口蓋化形と対立。 |
| マケドニア語             | マケドニア語             | лук luk           | [ɫ̪uk]       | 'ニンニク'     | 舌端歯歯茎音。後舌母音（/u, o, a/）の前と音節末でのみ存在する。                                                                                     |
| ノルウェー語             | 標準的東                 | tale              | [ˈt̻ʰɑːɫ̪ə]   | '会話'         | 舌端歯歯茎音。/ɔ, oː, ɑ, ɑː/ の前での /l/ の異音。/u, uː/ の後でも生じることがある。しかし、Endresen (1990)によれば、この異音は軟口蓋化していない。 |
| ポーランド語             | 東部方言                 | łapa              | [ˈɫ̪äpä]     | '（動物の）手' | 舌端歯歯茎音。標準ポーランド語では /w/ と対立。 |
| ロシア語                 | ロシア語                 | малый/malyy       | [ˈmɑ̟ɫ̪ɨ̞j]    | '小さい'       | 咽頭化舌端歯歯茎音。 |
| スコットランド・ゲール語 | スコットランド・ゲール語 | Mallaig           | [ˈmäʊɫ̪ækʲ]  | 'マレーグ'     | /l/ および /ʎ/ と対立。 |
| トルコ語                 | トルコ語                 | lala              | [ɫ̪äˈɫ̪ä]     | '召使い'       | 舌端歯歯茎音。硬口蓋化後部歯茎側面音 [l̠] と対立。                                                                                                   |

#### 歯茎
| 言語                   | 言語                   | 単語        | IPA         | 意味             | 注記 |
| ---------------------- | ---------------------- | ----------- | ----------- | ---------------- | --- |
| アフリカーンス語       | 標準                   | tafel       | [ˈtɑːfəɫ]   | '卓'             | 全ての位置、特に母音の直前以外で軟口蓋化。 |
| アルバニア語           | 標準                   | llullë      | [ˈɫuɫə]     | '喫煙用パイプ'   | |
| アラビア語             | 標準                   | الله ʼAllah | [ʔɑɫˈɫɑːh]  | '神'             | ⟨lˤ⟩ とも転写される。多くの訛りと方言がこの音を欠いており、代わりに [l] を発音する。 |
| カタルーニャ語         | 東部方言               | cel·la      | [ˈsɛɫːə]    | '小部屋'         | 舌尖音。多くの方言で常に暗い可能性がある。 |
| カタルーニャ語         | 西部方言               | alt         | [aɫ(t)]     | '（背が）高い'   | 舌尖音。多くの方言で常に暗い可能性がある。 |
| オランダ語             | 標準                   | mallen      | [ˈmɑɫ̻ə]     | '鋳型（複数形）' | 舌端音。北部訛りでは咽頭化、南部訛りで軟口蓋化または後部硬口蓋化。子音および休止の前での /l/ の異音。多くの北部訛り話者は、強く咽頭化された母音状音 [ɤˤ] として末尾の /l/ を実現するが、一部の標準ベルギー語話者は全ての位置で明るい /l/ を使用する。 |
| オランダ語             | 一部のオランダ訛り     | laten       | [ˈɫ̻aːt̻ə]    | 'させる'         | 咽頭化舌端音。全ての位置での /l/ の現実態。 |
| 英語                   | オーストラリア         | feel        | [fiːɫ]      | '感じる'         | ほとんどの場合舌尖音。北米、オーストラリア、ニュージーランドでは常に暗い可能性がある。 |
| 英語                   | カナダ                 | feel        | [fiːɫ]      | '感じる'         | ほとんどの場合舌尖音。北米、オーストラリア、ニュージーランドでは常に暗い可能性がある。 |
| 英語                   | ダブリン               | feel        | [fiːɫ]      | '感じる'         | ほとんどの場合舌尖音。北米、オーストラリア、ニュージーランドでは常に暗い可能性がある。 |
| 英語                   | 一般米語               | feel        | [fiːɫ]      | '感じる'         | ほとんどの場合舌尖音。北米、オーストラリア、ニュージーランドでは常に暗い可能性がある。 |
| 英語                   | ニュージーランド       | feel        | [fiːɫ]      | '感じる'         | ほとんどの場合舌尖音。北米、オーストラリア、ニュージーランドでは常に暗い可能性がある。 |
| 英語                   | 容認発音               | feel        | [fiːɫ]      | '感じる'         | ほとんどの場合舌尖音。北米、オーストラリア、ニュージーランドでは常に暗い可能性がある。 |
| 英語                   | 南アフリカ             | feel        | [fiːɫ]      | '感じる'         | ほとんどの場合舌尖音。北米、オーストラリア、ニュージーランドでは常に暗い可能性がある。 |
| 英語                   | スコットランド         | loch        | [ɫɔx]       | 'ロッホ、湖'     | スコットランド・ゲール語からの一部の借用語を除いて常に暗い可能性がある。 |
| ギリシア語             | 北部方言               | μπάλα bálla | [ˈbaɫa]     | 'ボール'         | /a o u/ の前での /l/ の異音。 |
| クルド語h（ソラニー）  | クルド語h（ソラニー）  | gâlta       | [gɑːɫˈtʲaː] | '冗談'           | |
| ルーマニア語           | ベッサラビア方言       | cal         | [kaɫ]       | '馬'             | 標準ルーマニア語における非軟口蓋化 [l] に相当する。 |
| セルビア・クロアチア語 | セルビア・クロアチア語 | лак / lak   | [ɫâ̠k]       | '簡単な'         | 舌尖音。成節的かもしれない。/ʎ/ と対立。 |
| ウズベク語             | ウズベク語             | [ 要実例 ]  |             |                  | 舌尖音; 円唇非前舌母音と子音または連接音素間。その他の場所では非軟口蓋化歯歯茎音。 |

#### 不定
| 言語         | 言語                                   | 単語     | IPA        | 意味                     | 注記 |
| ------------ | -------------------------------------- | -------- | ---------- | ------------------------ | --- |
| ポルトガル語 | ヨーロッパ                             | mil      | [miɫ̪]      | '千'                     | [lˠ ~ lʶ ~ lˤ ~ lˀ]の時、ほとんどの場合歯音。末尾子音（コーダ）は現在はブラジルのほとんど（例えばアルト・ミーニョやマデイラ諸島の農村部）で [u̯ ~ ʊ̯] へLの母音化している。[ɾ ~ ɽ ~ ɻ]、/ʁ/ 範囲、[j]、および [∅]（ゼロ）といった非難される現実態はブラジルの典型的な他のいくつかの音節末尾異音である。ほとんどの方言において常に歯音かつ常に暗い（特に後舌/円唇および狭/非円唇母音の前で）可能性がある。 |
| ポルトガル語 | ほとんどの方言                         | Lituânia | [ɫ̪it̪uˈɐ̃ɲ̟ɐ] | 'リトアニア'             | [lˠ ~ lʶ ~ lˤ ~ lˀ]の時、ほとんどの場合歯音。末尾子音（コーダ）は現在はブラジルのほとんど（例えばアルト・ミーニョやマデイラ諸島の農村部）で [u̯ ~ ʊ̯] へLの母音化している。[ɾ ~ ɽ ~ ɻ]、/ʁ/ 範囲、[j]、および [∅]（ゼロ）といった非難される現実態はブラジルの典型的な他のいくつかの音節末尾異音である。ほとんどの方言において常に歯音かつ常に暗い（特に後舌/円唇および狭/非円唇母音の前で）可能性がある。 |
| ポルトガル語 | より古く、保守的なブラジルポルトガル語 | álcool   | [ˈäɫ̪ko̞ɫ̪]   | 'アルコール、エタノール' | [lˠ ~ lʶ ~ lˤ ~ lˀ]の時、ほとんどの場合歯音。末尾子音（コーダ）は現在はブラジルのほとんど（例えばアルト・ミーニョやマデイラ諸島の農村部）で [u̯ ~ ʊ̯] へLの母音化している。[ɾ ~ ɽ ~ ɻ]、/ʁ/ 範囲、[j]、および [∅]（ゼロ）といった非難される現実態はブラジルの典型的な他のいくつかの音節末尾異音である。ほとんどの方言において常に歯音かつ常に暗い（特に後舌/円唇および狭/非円唇母音の前で）可能性がある。 |